# Crepidorhopalon rupestris
Crepidorhopalon rupestris är en tvåhjärtbladig växtart som först beskrevs av Adolf Engler, och fick sitt nu gällande namn av Eb. Fischer. Crepidorhopalon rupestris ingår i släktet Crepidorhopalon och familjen Linderniaceae. Inga underarter finns listade i Catalogue of Life.